# 모모쿠리
《모모쿠리》(ももくり)는 쿠로세가 그린 일본의 러브코메디 만화이다. 〈comico〉에서 2014년 1월 10일부터 연재되고 있다. 매주 금요일에 업데이트된다. comico 공식 작품이며, comico 내의 만화 랭킹에서는 상위권에 위치하는 인기 작품이다. 모모츠키 신야와 쿠리하라 유키 간의 연애관계를 그린 내용이다. comico 내에서 애니메이션화되어 방송되었다.

## 줄거리
운동장을 바라보고 있던 쿠리하라는 피구를 하고 있는 모모츠키의 모습을 보고 그를 좋아하게 되었다. 모모츠키의 사진을 찍는 백 스토킹을 하여 "(사진이) 100장째가 되면 고백 할거야♥♥"라고 다짐했다. 그리고 결국 고백을 성공하였고, 둘의 교제가 시작된다.

## 서적 정보
- 쿠로세(작가), 『모모쿠리』 어스 스타 엔터테인먼트〈Earth star comics〉, 기간 1권 (2015년 9월 12일 현재)
  1. 2015년 9월 12일 발매[1], ISBN 978-4-8030-0773-2

## 애니메이션
2015년 12월 24일부터 2016년 2월 4일까지 comico에서 방영되었다.
2016년 7월부터는 TOKYO MX, BS11에서 방영 중이다. 1회에 2회분을 방영된다.

### 스태프
- 원작 - 쿠로세 (comico)
- 감독・시리즈 구성・시나리오 - 히라이케 요시마사
- 시나리오 - 모치즈키 마리코, 시노즈카 토모코
- 캐릭터 디자인・총작화감독 - 오오시마 미와
- 미술설정・미술감독 - 타지리 켄一 (무쿠오 스튜디오)
- 색채설정 - 스즈키 에리
- 편집 - 츠보네 켄타로 (REAL-T)
- 촬영감독 - 시오카와 토모유키（T2 Studio）
- 음향감독 - 모토야마 사토시
- 음악제작 - 란티스
- 제작 - 사테라이트